# Dercetina dimidiaticornis
Dercetina dimidiaticornis es una especie de insecto coleóptero de la familia Chrysomelidae.
Fue descrita científicamente en 1891 por Martin Jacoby.